# Born This Way
Born This Way (literalment, en català, "Nascuda d'aquesta manera") és el segon àlbum d'estudi de la cantant estatunidenca Lady Gaga. Va ser llençat al mercat el 23 de maig de 2011 per la discogràfica Interscope. El nom de l'àlbum va ser anunciat per la mateixa cantant quan va guanyar el premi a vídeo de l'any per Bad Romance als MTV Video Music Awards del 2010. El primer senzill, homònim, va ser llençat l'11 de febrer.

## Antecedents
En una entrevista per a la MTV del Regne Unit, Lady Gaga va declarar que havia començat a escriure el que seria el seu segon àlbum d'estudi (tercer si tenim en compte The Fame Monster). Va dir: «Ja he escrit el nucli del disc, sens dubte, aquest és el meu millor treball fins ara. El missatge, les melodies, el seu significat. És una completa alliberació.» El seu amic i productor, RedOne, qui va confirmar l'aparició d'aquest CD, va dir que «les cançons van en contra del que tothom podria esperar» i que l'àlbum en general seria «xocant». A més a més va declarar que «Mai vols allunyar-te de la marca de la teva identitat, la gent t'estima per alguna raó. Però continuem volent sorprendre, una cosa que faci dir: Oh, Déu meu, no ens ho esperàvem!»
Gràcies a l'ajuda de RedOne, GaGa va treballar amb altres productors «Aquest so surt de dins seu, i això ho fa més fàcil per a altres productors. El seu so és tan definit que no importa si la gent ho segueixi o no, perquè li pertany» va declarar Nadir Khayat (RedOne)
En una entrevista amb The Guardian, la cantant confirmà que seia un "himne per a la nostre generació" i que ja havia escrit el tema principal per aquest CD, on també va dir:
«He estat treballant durant mesos i és molt fort que ja l'estigui acabant. Alguns artistes tarden anys a tenir preparat un nou treball, però jo no, jo escric música cada dia».
Lady GaGa.
Inicialment el nom d'aquest CD seria revelat per cap d'any però aquesta decisió no es va acabar de concretar, ja que ho va dir el 12 de setembre de 2010, durant la cerimònia dels VMA 2010 al rebre el premi al millor vídeo del 2010 va anuncià que el CD s'anomenaria "Born This Way". Després el 26 de novembre durant un concert a Polònia de l'aclamada gira The Monster Ball Tour, GaGa va anunciar que l'àlbum contindria 20 cançons i a més a més va prometre als seus "Little Monsters" que seria àlbum de la dècada.

## Senzills
El primer senzill oficial va ser Born This Way Va debutar directament al núm. 1 als EUA sent la cançó número 1000 en arribar a la millor posició als Estats Units, i la 19a cançó en debutar directament al #1. També ha arribat al "Top 5" en més de 23 països (Regne Unit…) i d'aquests, 20 al #1 com ara Austràlia, Espanya i Canada.
Judas va ser el segon senzill de l'àlbum, debutant al número 10 al Billboard Hot 100 americà sent l'entrada més forta de la setmana. Ha arribat al número 6 a Espanya, al 9 al Regne Unit.
The Edge of Glory va ser confirmat com el tercer senzill oficial. Al principi aquesta cançó va ser llençada com a senzill promocional pel «Count Down To Lady GaGa Born This Way». Aquesta cançó va estrenar-se mundialment al canal de Youtbe de Lady Gaga, LadyGagaVevo, el maig del 2011. El vídeo s'estrenà una mica més tard, també al canal de VEVO.
Yoü and I va ser escollit com a quart senzill. Poc després de la confirmació del vídeo i del single, Lady Gaga anuncià que "Born This Way" tindria 6 vídeo musicals. El vídeo figurava a una Lady Gaga com una sirena anomenada Yuyi.
Marry the Night és el cinquè single de l'àlbum. Des de principis de l'àlbum, ja es deia que seria single, ja que segons la cantant, és la seva cançó preferida del CD. El vídeo va ser gravat durant mitja setmana, i van constar, MTV, que s'estrenaria el 16 de novembre. La cantant assegurà que el vídeo seria dirigit per ella mateixa, i seria autobiogràfic.
La quarta cançó estrenada a Youtube, va ser Hair i s'ha confirmat que no és un single oficial, simó que només promocional. Va ser estrenada el 16 de maig i porta ja unes 5 milions de visites només durant 2 dies.
La cinquena no va ser estrenada a Youtube ni amb la intenció de ser estrenada. Molts fans la van escoltar gràcies al joc de Facebook, Gagaville, el qual, al pasar-te un nivell del joc, t'apareixia un CD rosa de regal amb la cançó "Marry The Night" que suposadament havia de ser el primer single de l'àlbum, però que es decidí canviar per a la cançó amb el mateix títol que l'àlbum Born This Way.

## Llista de cançons
EDICIÓ ESTÀNDARD
1. Marry the Night - 04:24
2. Born This Way - 04:20
3. Government Hooker - 04:14
4. Judas - 04:10
5. Americano - 04:06
6. Hair - 05:08
7. Scheiße - 03:45
8. Bloody Mary - 04:04
9. Bad Kids - 03:50
10. Highway Unicorn (Road to Love) - 04:15
11. Heavy Metal Lover - 04:12
12. Electric Chapel - 04:12
13. Yoü and I - 05:07
14. The Edge of Glory - 05:20
15. Born This Way (Jost & Naaf Remix) (Bonus Track) - 5:58
16. Born This Way (LLG vs. GlG Radio Remix) (Bonus Track Japonès) - 3:50

EDICIÓ ESPECIAL
Disc 1
1. Marry the Night - 4:24
2. Born This Way - 4:20
3. Goverment Hooker - 4:14
4. Judas - 04:10
5. Americano - 04:06
6. Hair - 05:08
7. ScheiBe - 03:45
8. Bloody Mary - 04:04
9. Black Jesus † Amen Fashion - 3:50
10. Bad Kids - 03:50
11. Fashion of his Love - 3:39
12. Highway Unicorn (Road to Love) - 4:15
13. Heavy Metal Lover - 4:12
14. Elecric Chapel - 4:12
15. The Queen - 5:17
16. Yoü and I - 5:07
17. The Edge of Glory - 5:20

Disc 1
1. Born This Way (Country Road Version)
2. Judas (Dj White Shadow Remix)
3. Marry the Night (Zedd Remix)
4. ScheiBe (Dj White Shadow Remix)
5. Fashion of His Love (Fernando Garibay Remix)
6. Born This Way (Jost & Naaf Remix) (Bonus Track)
7. Born This Way" (LLG vs. GLG Radio Remix) (Japanese bonus track)

## Guardons
Nominacions
- 2012: Grammy a l'àlbum de l'any
- 2012: Grammy al millor àlbum de pop vocal